# Уральский государственный колледж имени И. И. Ползунова
Уральский государственный колледж (УГК) им. И. И. Ползунова (до 1995 года Свердловский горно-металлургический техникум им. И. И. Ползунова) — старейшее профессиональное учебное заведение Екатеринбурга.

## История
История колледжа им. И. И. Ползунова началась в эпоху Петра I, в 1721 году, когда по инициативе В. Н. Татищева были открыты словесные и арифметические школы при Алапаевском, Кунгурском и Уктусском казённых заводах.
На базе Уктусской школы в 1724 году организована Екатеринбургская горнозаводская школа, ставшая крупным учебным комплексом Урала. Расширенная программа школы, кроме общеобразовательных предметов, включала специальные дисциплины: маркшейдерское искусство, артиллерию, механику, архитектуру, металлургию.
11 (23) мая 1847 года «Положением о штатах главного правления уральских горных казённых заводов Уральского хребта» установлена новая система горнотехнического образования, и Екатеринбургская горнозаводская школа преобразована в Уральское горное училище, которое стало обеспечивать горнозаводскую промышленность Урала квалифицированными техническими кадрами. Училище находилось в ведении Штаба корпуса горных инженеров. Управляющий училищем утверждался в должности министром финансов.
Уральское горное училище вело подготовку техников по рудничной и горнозаводской части. В него принимались мальчики с 14 до 17 лет, успешно закончившие Екатеринбургское окружное горное училище и горное училище или сдавшие соответствующий экзамен. Курс обучения состоял из двух классов, каждый из которых предполагал двухлетнее обучение, то есть всего обучение продолжалось 4 года. В училище изучались общеобразовательные предметы (закон Божий, русский язык, алгебра, геометрия, тригонометрия, немецкий язык) и специальные: техническое черчение, минералогия, физика, химия, маркшейдерское искусство, механика, пробирное искусство и другие. Практические занятия проводились в цехах механической фабрики, Екатеринбургского монетного двора, на Верх-Исетском заводе. Раз в неделю учащиеся занимались в Уральской химической лаборатории. Летом проходили двухмесячную заводскую практику.
Во время революции 1905 года училище было временно закрыто для предотвращения беспорядков.

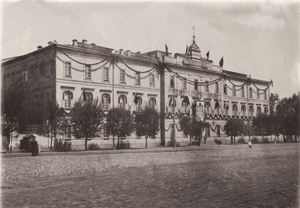
Первое здание горного училища, ныне гимназия.

Указом Президиума Верховного Совета СССР от 17 июня 1947 года «за заслуги в области подготовки кадров для горной и металлургической промышленности, в связи со столетием со дня основания» техникум награждён орденом Трудового Красного Знамени. Тогда же, решением Совета Министров СССР, техникуму было присвоено имя И. И. Ползунова.

## Здание
В 1850-е для училища было построено трехэтажное здание на Главном проспекте Екатеринбурга. С 1861 года на втором этаже здания начала свою работу городская гимназия (и ныне всё здание занимает гимназия № 9). В 1879 году училище переехало в двухэтажное здание на противоположную сторону проспекта, в бывшее здание заводоуправления и лаборатории, 1809 года постройки. В 1891 году на пожертвования екатеринбургской вдовы Евдокии Михайловны Обиняковой к левому торцу здания (то есть на современном углу Ленина и Воеводина) была пристроена церковь. Церковь была освящена как Свято-Афанасиевский домовой храм. И с пор тех каждый учебный год в Уральском горном училище начинался с торжественного богослужения в этом храме.
В 1919 году храм был закрыт. Здание училища в 1928 году было надстроено до трех этажей по проекту архитектора Г. А. Голубева. В 1954 году по проекту архитектора И. А. Грушенко к зданию был пристроен учебный корпус вдоль улицы Воеводина, для чего снесли бывший храм. С тех пор и главное здание тогда уже техникума подросло до четырёх этажей.

### Наименования образовательного учреждения
- 11 (23) мая 1847—1918 — Уральское горное училище
- 11 января 1918 — 1920 — Уральский рабочий политехникум
- 1920 — 1922 — Уральский практический горнозаводской и строительный институт
- Март 1922 — 1926 — Уральский горнозаводской и строительный техникум
- 1926 — 1928 — Уральский индустриальный техникум
- 1928 — 1995 — Свердловский горно-металлургический техникум.
- 1995 — н.в. — Уральский государственный колледж имени И. И. Ползунова (Приказ Комитета Российской Федерации по металлургии от 04 ноября 1995 года № 138).

С 17.06.1947 техникуму присвоено имя Ивана Ивановича Ползунова.

### Руководители образовательного учреждения в разные периоды
- С 18.10.1852-1862 - Блинов Михаил Васильевич
- 1862 - 1882  - Чупин, Наркиз Константинович
- 1882 - 1883 - Петров Василий Федорович
- 1883 - 1901 - Китаев Николай Егорович
- 1901 - 1919 - Паутов Петр Иванович
- 1919 - 1928 - Дьяконов Максим Иванович
- 1928 - 1932- Коньшин А.С.
- 1933 - Куренных Мария Емельяновна
- 1933 - Черных Константин Григорьевич
- 1933 - 1934 - Достовалов П.И.
- 1935 - 1972 - Сивков Виктор Михайлович
- 1972 - 1987 - Филатов Петр Дмитриевич
- 1987 - 1989 - Варлашов Юрий Спиридонович
- 1989 - 2003 - Жарков Владимир Алексеевич
- 2003 - 2018 - Рыбаков Евгений Аркадьевич
- 2018 (ноябрь) - н.в.- Козлов Андрей Николаевич

## Галерея

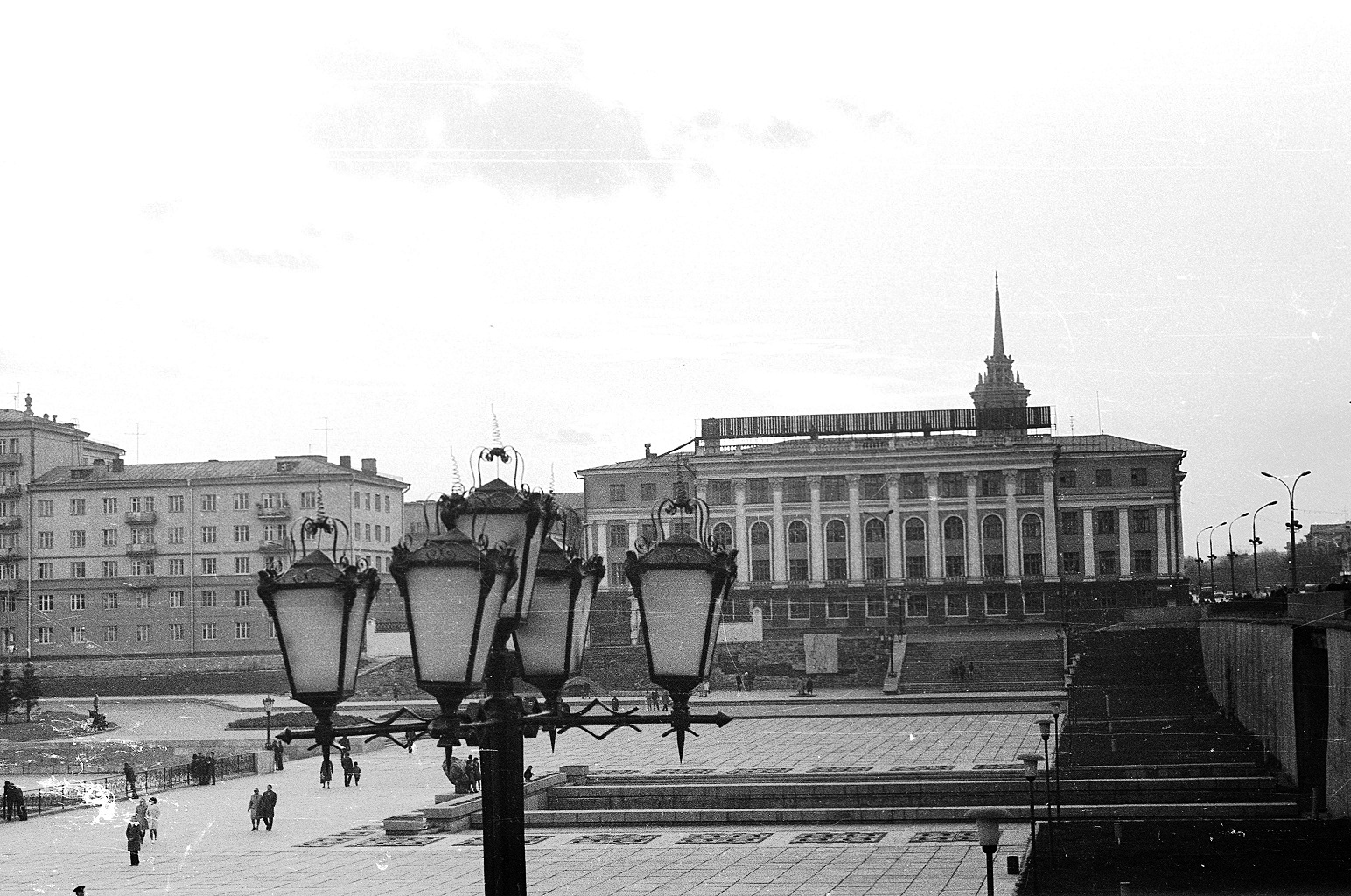
Здание техникума в 1973 году
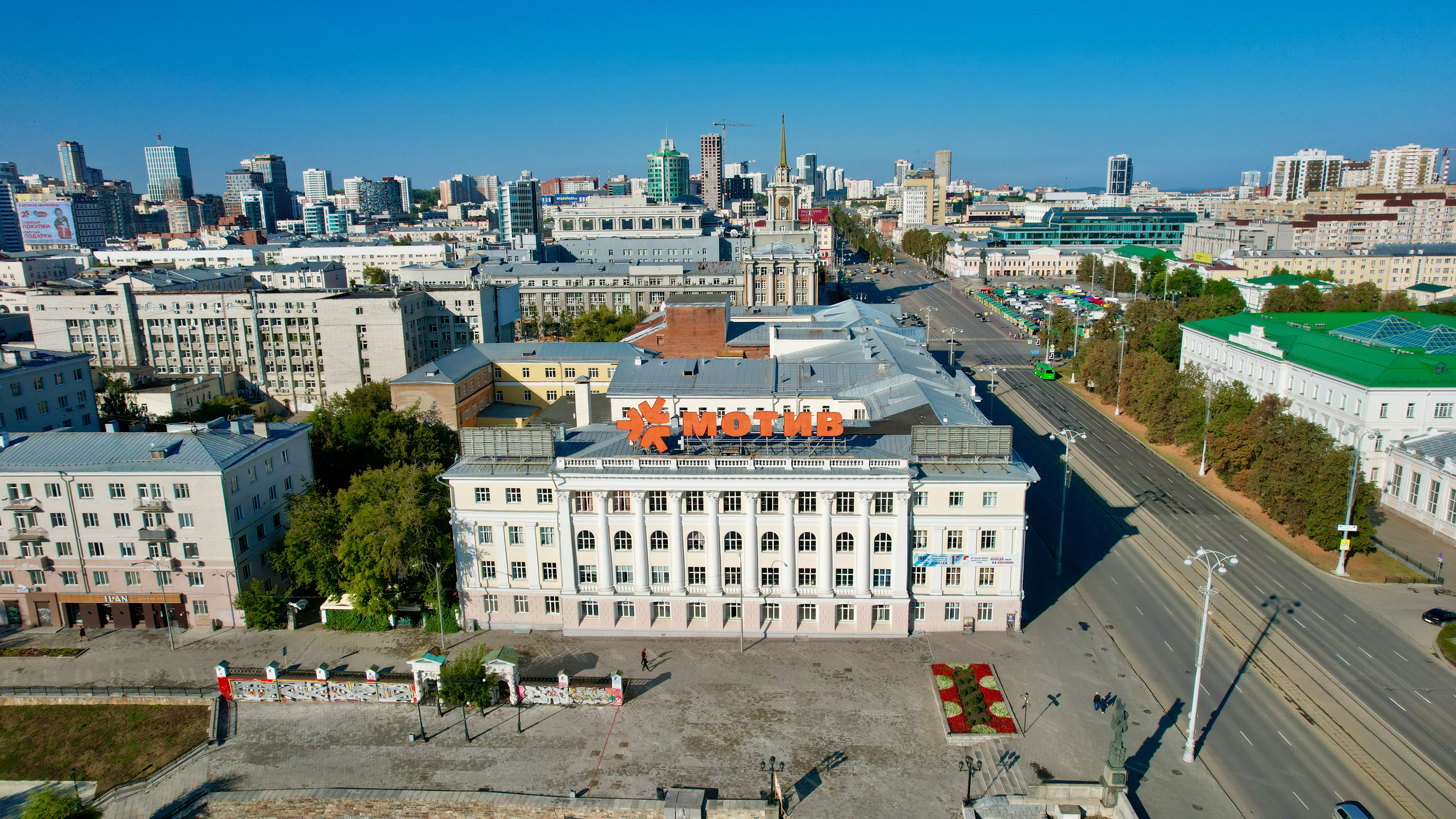
Вид с высоты
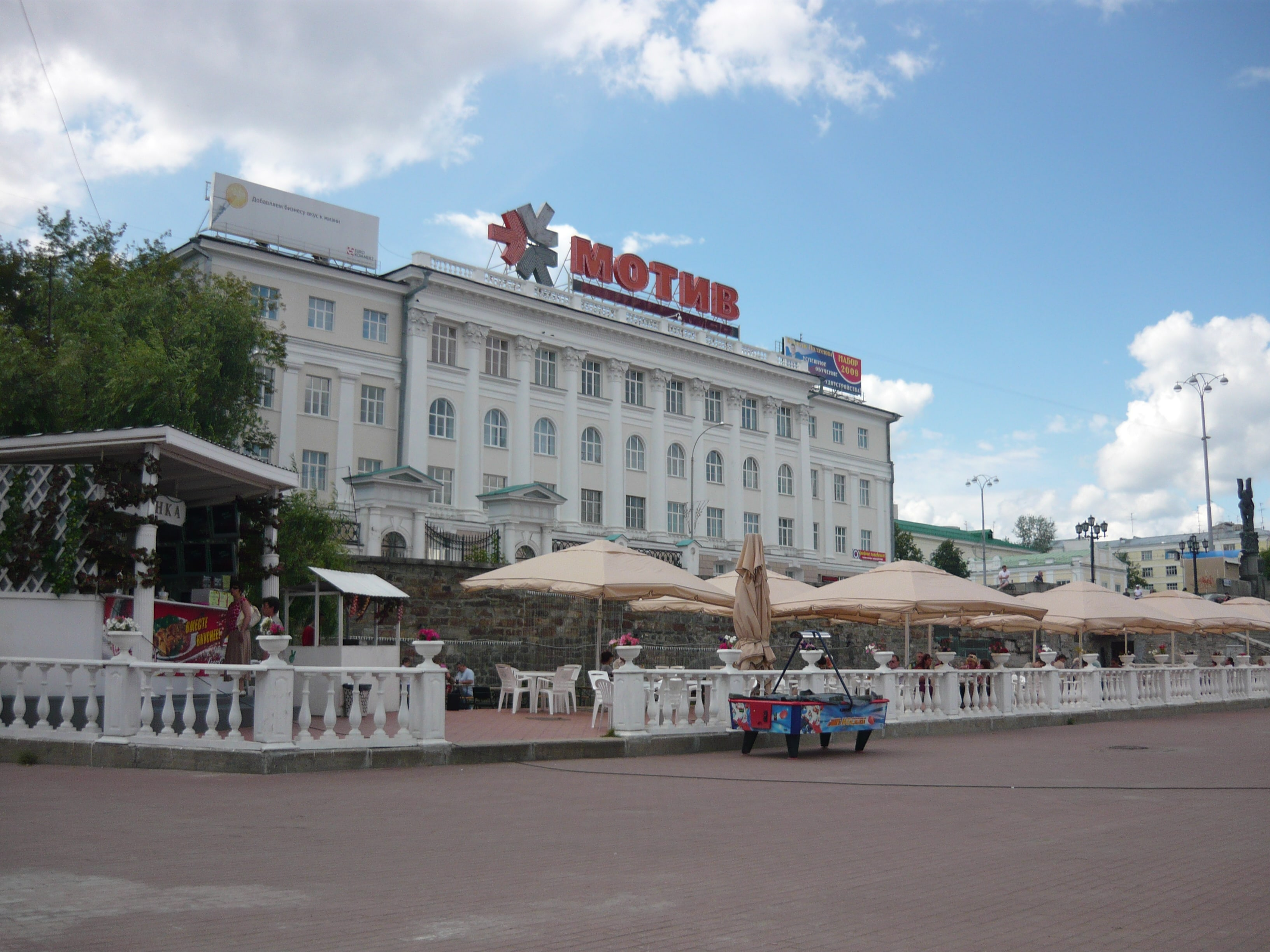
Вид с плотины
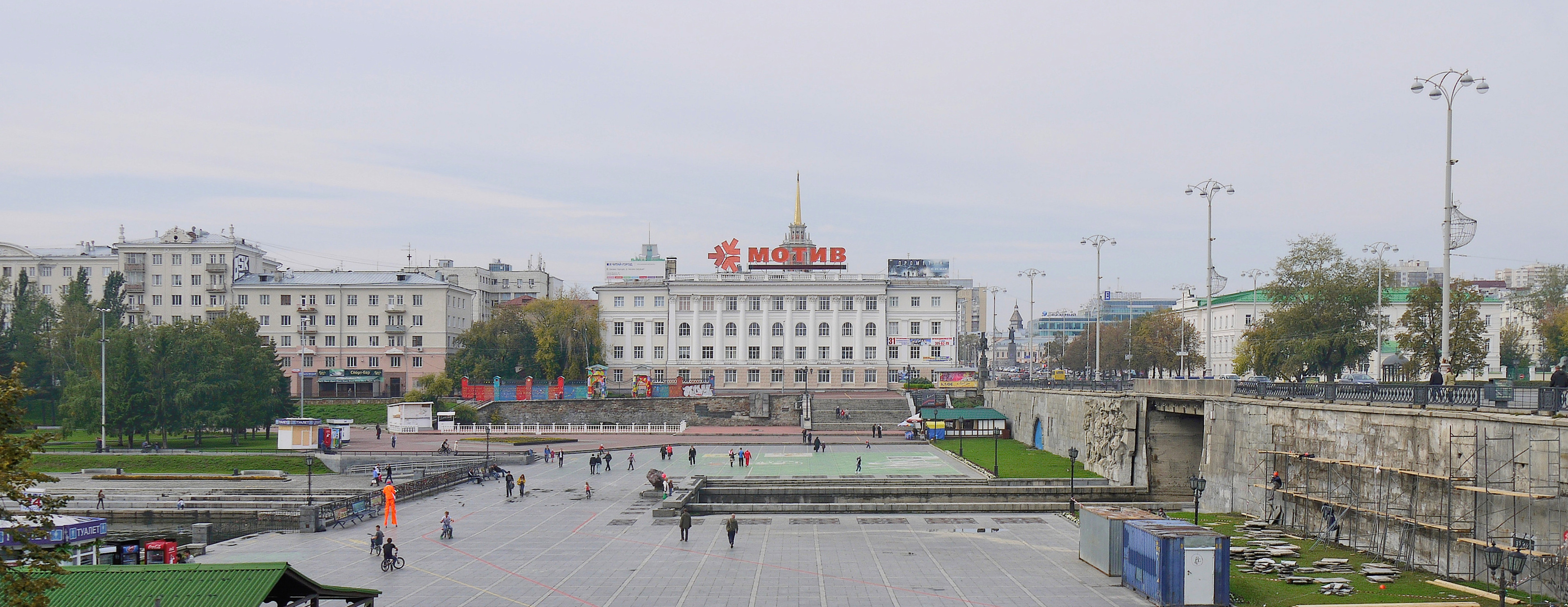
На панораме исторического сквера

## Известные выпускники
- Фролов, Козьма Дмитриевич (1726—1800) — русский гидротехник, изобретатель в области горнозаводского дела.
- Ползунов, Иван Иванович (1727—1766) — изобретатель, семь лет проучился в словесной и арифметической школах.
- Сыромолотов, Фёдор Фёдорович (1877—1949) — революционер.
- Ушаков, Константин Иванович (1907—1995) — металлург, директор Медногорского медно-серного комбината (1947—1954), директор института «Гинцветмет» (1958—1985), доктор технических наук, профессор, заслуженный деятель науки и техники РСФСР, лауреат Государственной премии СССР (выпуск 1931 года).
- Набойченко, Станислав Степанович (род. 1942) — ректор УГТУ-УПИ, доктор технических наук, профессор (выпуск 1958 года).
- Козицын, Александр Анатольевич (1957—2009) — генеральный директор ОАО «Уралэлектромедь» (выпуск 1976 года).
- Козицын, Андрей Анатольевич (род. 1960) — генеральный директор ООО «УГМК-Холдинг» (выпуск 1979 года).
- Кырчанов Степан Фёдорович (1917—1992) — геолог, фронтовик: лётчик-истребитель 721 истребительного авиационного полка, совершил два тарана, партизан (командир многонационального партизанского отряда имени Тельмана 2-й Чехословацкой партизанской бригады «За свободу славян»), почётный житель города Зволен, посёлка Томашовцы (Словакия) и посёлка Касторное (Курская область).

Список выпускников, статьи о которых есть на сайте — Выпускники УГК имени И. И. Ползунова.